# NGC 5847
NGC 5847 (również PGC 53928) – galaktyka spiralna (Sbc), znajdująca się w gwiazdozbiorze Panny. Odkrył ją Albert Marth 25 marca 1865 roku.